# Meijer (företag)
Meijer, Inc. är ett amerikanskt detaljhandelsföretag som driver stormarknader i delstaterna Illinois (24st), Indiana (38st), Kentucky (11st), Michigan (114st), Ohio (40st) och Wisconsin (9st). De äger och driver också apotek, bagerier, bensinstationer, fotoaffärer och optiker i anslutning till sina stormarknader.
År 2016 hade de en omsättning på 16,1 miljarder amerikanska dollar och en personalstyrka på 77 000 anställda. Huvudkontoret finns i Walker i Michigan.
Den amerikanska ekonomitidskriften Forbes rankade Meijer som det 19:e största privata företaget i USA efter omsättning år 2014.